# Paisij von Plowdiw

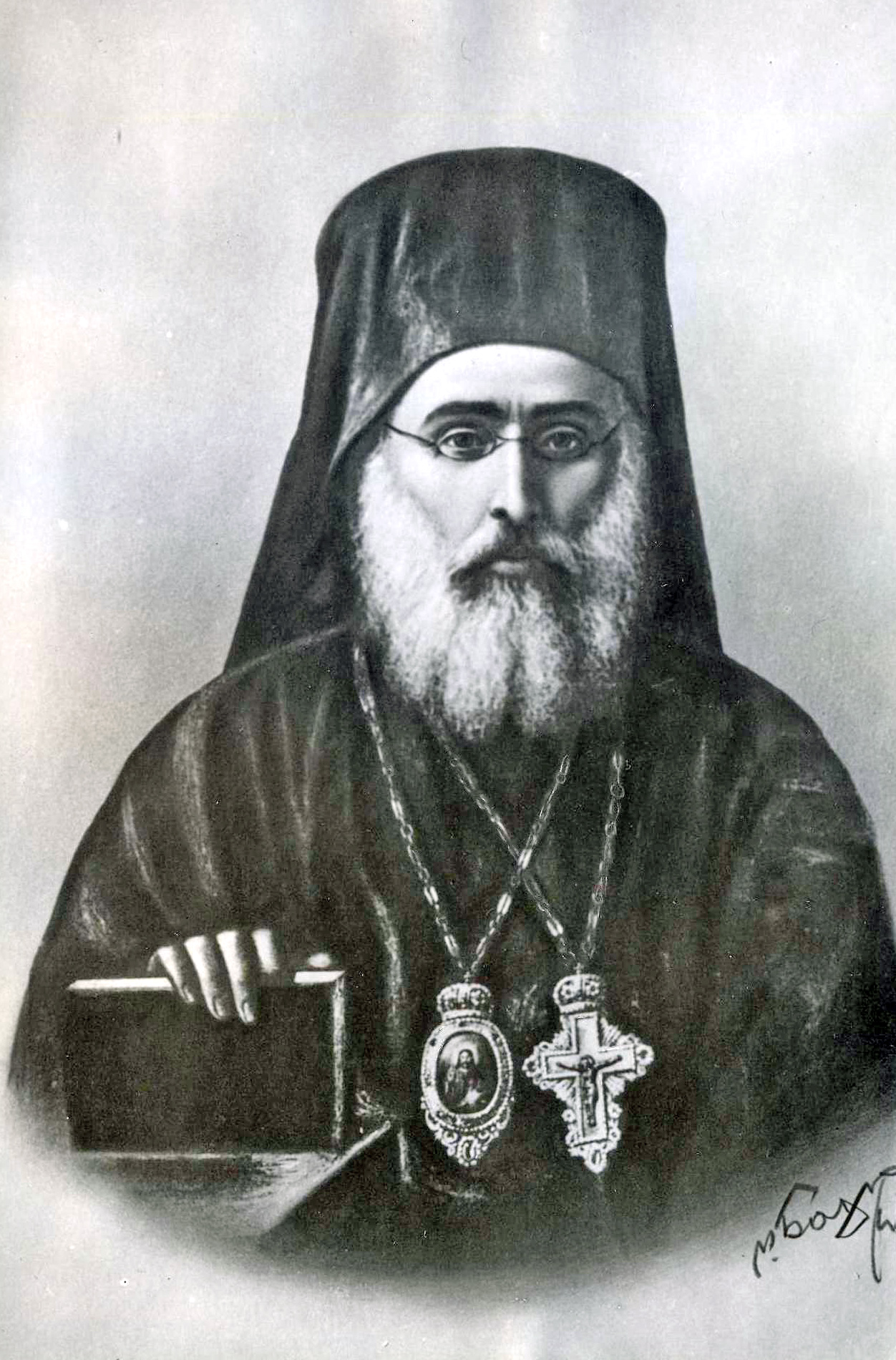
Metropolit Nikolaj während einer Messe

Paisij von Plowdiw (bulgarisch Паисий Пловдивски, bürgerlich: Petar Safirow, auch Petar Zafirov geschrieben, bulgarisch Петър Зафиров; * 1810 in Ioannina, Osmanisches Reich, heute Griechenland; † 25. Februar 1872 in Konstantinopel, Osmanisches Reich) war ein bulgarisch-orthodoxer Geistlicher, Metropolit der Diözese Smyrna (1853–1857) des Ökumenischen Patriarchats von Konstantinopel und der Diözese von Plowdiw der Bulgarisch-orthodoxen Kirche (1857–1861) im Osmanischen Reich. Im Zuge des bulgarisch-griechischen Kirchenkampfes setzte er sich für die bulgarische Seite sowie für die Abhaltung der Liturgie in bulgarischer Sprache ein.

## Leben
Petar Safirow wurde 1810 im epirischen Ioannina im Osmanischen Reich geboren. Sein Vater, der albanischer Abstammung war, hieß Safir. Petar wurde Diakon und später Protosingel des Metropoliten von Dryinoupolis, Joachim II., des späteren ökumenischen Patriarchen von Konstantinopel. Zusammen mit ihm zog Paisij über den Athos und Konstantinopel nach Smyrna (heute Izmir).
In Smyrna wurde Paisij Protosingel bei Germanos IV., besuchte die örtliche (griechisch-orthodoxe) Evangelische Schule und studierte anschließend Theologie an der Athener Universität. In Athen lernte er die Verfechter einer unabhängigen bulgarisch-orthodoxen Kirche Ilarion Makariopolski und Petar Iwanow kennen.
1853 erfolgte seine Bischofsweihe durch den ehemaligen Mentor und nun Patriarchen Germanos IV. Paisij wurde nunmehr zum Metropoliten von Smyrna ernannt. Auf dieser Position blieb Paisij bis zum 15. Novemberjul. / 27. November 1857greg., als er den Bischofssitz mit dem Metropoliten von Plowdiw (osmanisch Filibe) Chrisantios tauschte. Chrisantios hatte zuvor die Forderung der Phanarioten in der Stadt erfüllt und die griechische Sprache in allen Kirchen des Bistums eingeführt. Damit nahm er im Kirchenstreit die griechische Seite ein und brachte die Bulgaren gegen das griechisch dominierte Ökumenische Patriarchat auf. Vertreter der bulgarischen Gemeinde in Plowdiw, Saltscho Tschomakow, Georgaki Chalakoglu und Pawel Kurtowitsch, zogen sogar gegen ihn bis vor das oberste osmanische Gericht und gewannen eine Verleumdungsklage. Germanos IV. erhoffte sich durch den Wechsel der beiden Bischöfe die Besänftigung der bulgarischen Bevölkerung in Plowdiw, der größten und wichtigsten Stadt in Thrakien.
In Plowdiw angekommen versuchte Paisij zunächst, sich ausgewogen für die Rechte der Bulgaren einzusetzen. Außer Bischof war er Vertreter (milletvekili) der orthodoxen Christen gegenüber der Hohen Pforte im Verwaltungsrat (idare meclise) des Vilayets. Fast zwei Jahre nach seiner Bischofsernennung vollzog er jedoch am 11. Maijul. / 23. Mai 1859greg., mit Billigung des Patriarchen, die feierliche Messe für die Slawenapostel und Schulpatrone der bulgarischen Schule Kyrill und Method in Plowdiw auf Bulgarisch. In den folgenden Monaten wurden die bulgarischen Priester von den Griechen aus den Kirchen verwiesen, die Abhaltung der Gottesdienste gestört oder unterbrochen. Kurz vor Weihnachten gelang es Paisij, unterstützt von den Klassenschülern und den osmanischen Müteşarif von Plowdiw Aziz Paşa, sich dennoch gegen die Phanarioten durchzusetzen. Am 25. Dezember fand die Weihnachtsmesse in der Bischofskirche, der Mariä-Himmelfahrt-Kirche, gegen die Vorgaben des Patriarchen auf und in der Folge nur noch auf Bulgarisch statt. Damit wurde er einer der höchsten Würdenträger, die sich gegen den Gebrauch des Griechischen in den bulgarischen Gemeinden und somit gegen den Patriarchen stellten.

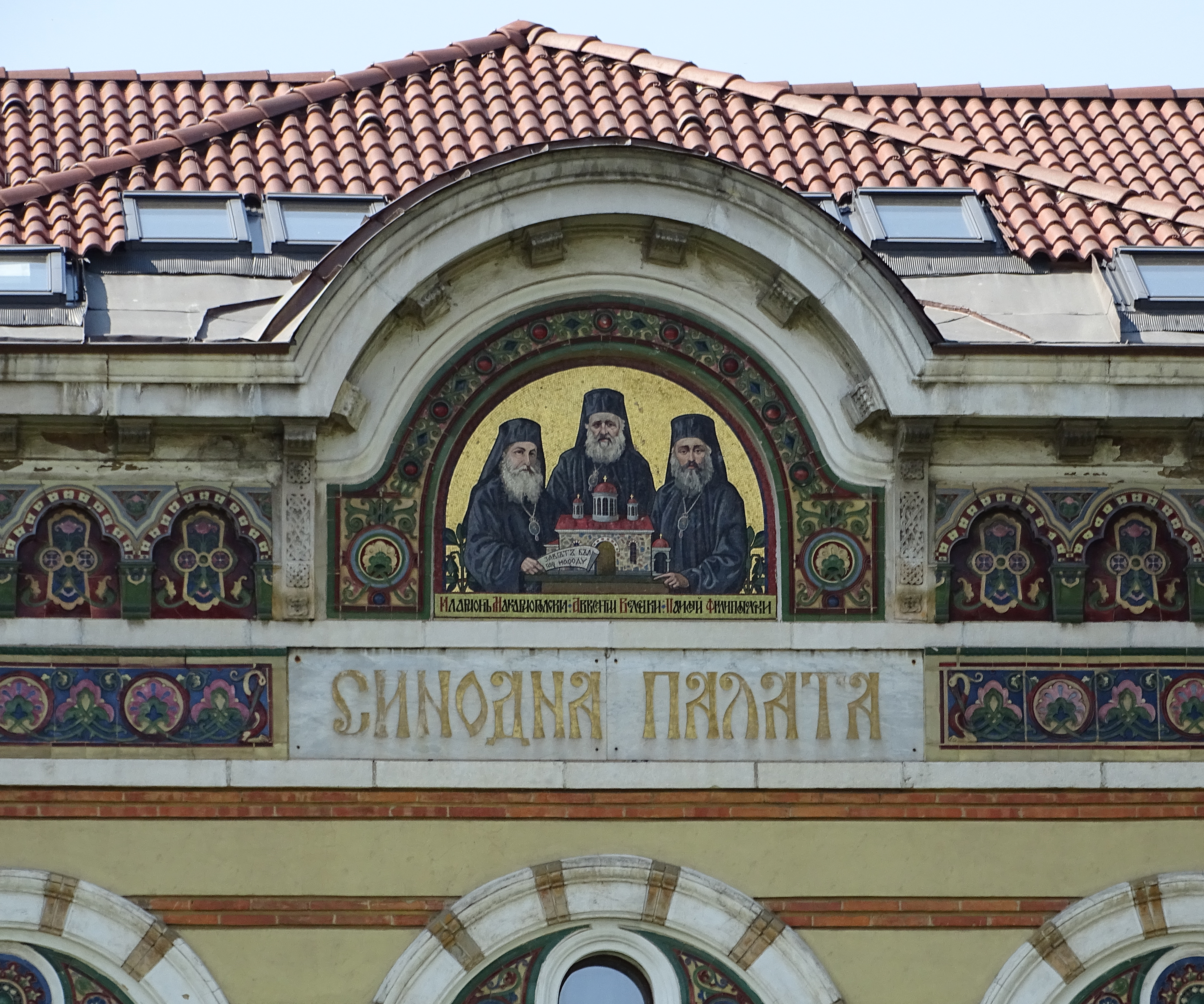
Ilarion, Arsenij und Paisij über dem Eingang des Sitzes des bulgarischen Patriarchen in Sofia (Mosaik)

Fast ein Jahr später, am 9. Novemberjul. / 21. November 1860greg. teilte Paisij Germanos IV. in einem Schreiben mit, dass er sich im Einklang mit der Osteraktion von Ilarion Makariopolski der unabhängigen bulgarischen Kirche anschließe. Beim Ostergottesdienst 1860 vollzog Ilarion einen demonstrativen Akt, indem er die liturgisch vorgeschriebene Nennung des Namens des ökumenischen Patriarchen unterließ und stattdessen im Gebet »des ganzen orthodoxen Episkopats« gedachte. In den kirchlichen Kanones wurde dieser Akt mit der Abwendung von dem kirchlichen Oberhaupt, dem Konstantinopeler Patriarchen, gleichgesetzt.
Am 25. Februarjul. / 9. März 1861greg. setzte der Patriarch Paisij als Bischof ab und beorderte ihn nach Konstantinopel. Die aufgebrachte Plowdiwer Bevölkerung und die des gesamten Bistums verkündete daraufhin am 12. März mit Paisij und 40 Priestern aus den Umland bei einer feierlichen Messe die Loslösung des Bistums vom ökumenischen Patriarchat. Einen Monat später erwirkte Joachim II. mit russischer Unterstützung (Russland hatte kein Interesse an einer Aufteilung des Orthodoxen Millets im osmanischen Reich) einen Haftbefehl gegen seinen ehemaligen Schützling. Paisij von Plowdiw wurde zusammen mit Ilarion Makariopolski, Arsenij von Veles und weiteren Metropoliten auf den Athos verbannt. Im nächsten Jahr wurde er vom Vatopedi Kloster nach Çanakkale beordert und 1865 schließlich nach Chalki gebracht.
Nach seiner Freilassung 1871, ein Jahr nach der Wiederherstellung der Bulgarischen Kirche nahm Paisij als Repräsentant der bulgarischen Gemeinde von Plowdiw am Ersten Kirchenkonzil in Konstantinopel teil und war an der Ausarbeitung der Statuten des bulgarischen Exarchats beteiligt.
Am 25. Februarjul. / 8. März 1872greg. starb Paisij in Konstantinopel. Er wurde dort neben der bulgarischen Kathedrale Sankt Stefan beigesetzt. Sein Nachfolger als Metropolit von Plowdiw, Panaret, wurde erst nach seinem Tod durch die bulgarische Bevölkerung in Plowdiw akzeptiert.